# Mezőkeresztes-Mezőnyárád
Mezőkeresztes-Mezőnyárád (węg: Mezőkeresztes-Mezőnyárád vasútállomás) – stacja kolejowa w Mezőnyárád przy Vasút utca, na Węgrzech.
Ze stacji w kierunku północnym prowadzi tor serwisowy (bocznica) do Bükkábrány.

## Linie kolejowe
- Linia kolejowa 80 Budapest – Hatvan - Miskolc - Sátoraljaújhely

| Mezőkeresztes-Mezőnyárád                                                     |  |                             |
| Linia kolejowa 80 Budapest – Hatvan - Miskolc - Sátoraljaújhely (147,000 km) |  |                             |
| Mezőkövesd felsőodległość: 7,000 km                                          |  | Csincse odległość: 8,000 km |